# Špišić Bukovica
Špišić Bukovica ist ein Dorf und eine Gemeinde in der Gespanschaft Virovitica-Podravina in Kroatien in der historischen Region Slawonien. In der Volkszählung von 2001 hatte die Gemeinde 4733 Einwohner, 98,52 % davon Kroaten. Das Dorf allein besaß 1871 Einwohner. In der Volkszählung von 2011 hatte die Gemeinde 4221 Einwohner, 99,03 % davon Kroaten. Das Dorf allein besitzt 1686 Einwohner.

## Geographie
Špišić Bukovica liegt an der Nationalstraße D2 und westlich lediglich etwa 7 km von Virovitica entfernt.
Um die 12 km in nördlicher Richtung befindet sich die Drau, die hier den Grenzfluss zu Ungarn bildet. Weitere 13 km nordwestlich liegt die Nachbargemeinde Pitomača und 30 km nordwestlich entfernt liegt Đurđevac, die nächstgelegene Stadt in der benachbarten Gespanschaft Koprivnica-Križevci.

### Ortsteile
Die Gemeinde Špišić Bukovica besteht aus sieben Ortsteilen:
- Bušetina
- Lozan
- Novi Antunovac
- Okrugljača
- Rogovac
- Špišić Bukovica
- Vukosavljevica

## Weiteres
- Slawonien
- Liste der Orte in Kroatien
- Liste der historischen Komitate Ungarns